# Jonny Nilsson
Erling Martin Jonny Nilsson, född 9 februari 1943 i Forshyttan i Brattfors församling i Värmland, död 22 juni 2022 i Björketorps församling, Hindås, Härryda kommun, var en svensk skridskoåkare, som rönte stora internationella framgångar på distanserna 5 000 och 10 000 meter. Han tog ett OS-guld vid olympiska vinterspelen 1964 på distansen 10 000 meter. 
Vidare vann Nilsson under åren 1962–1968, utöver OS-guldet, tio VM-medaljer, varav sex guld, sex EM-medaljer, varav tre guld, och satte dessutom fem världsrekord. Hemma i Sverige vann han totalt 17 SM-guld.
För de tre VM-gulden i Karuizawa 1963 – 5 000 m, 10 000 m och totalt (alla tre resultaten var världsrekord) – erhöll Nilsson Svenska Dagbladets bragdmedalj för årets prestation av en svensk idrottare.

## Karriär

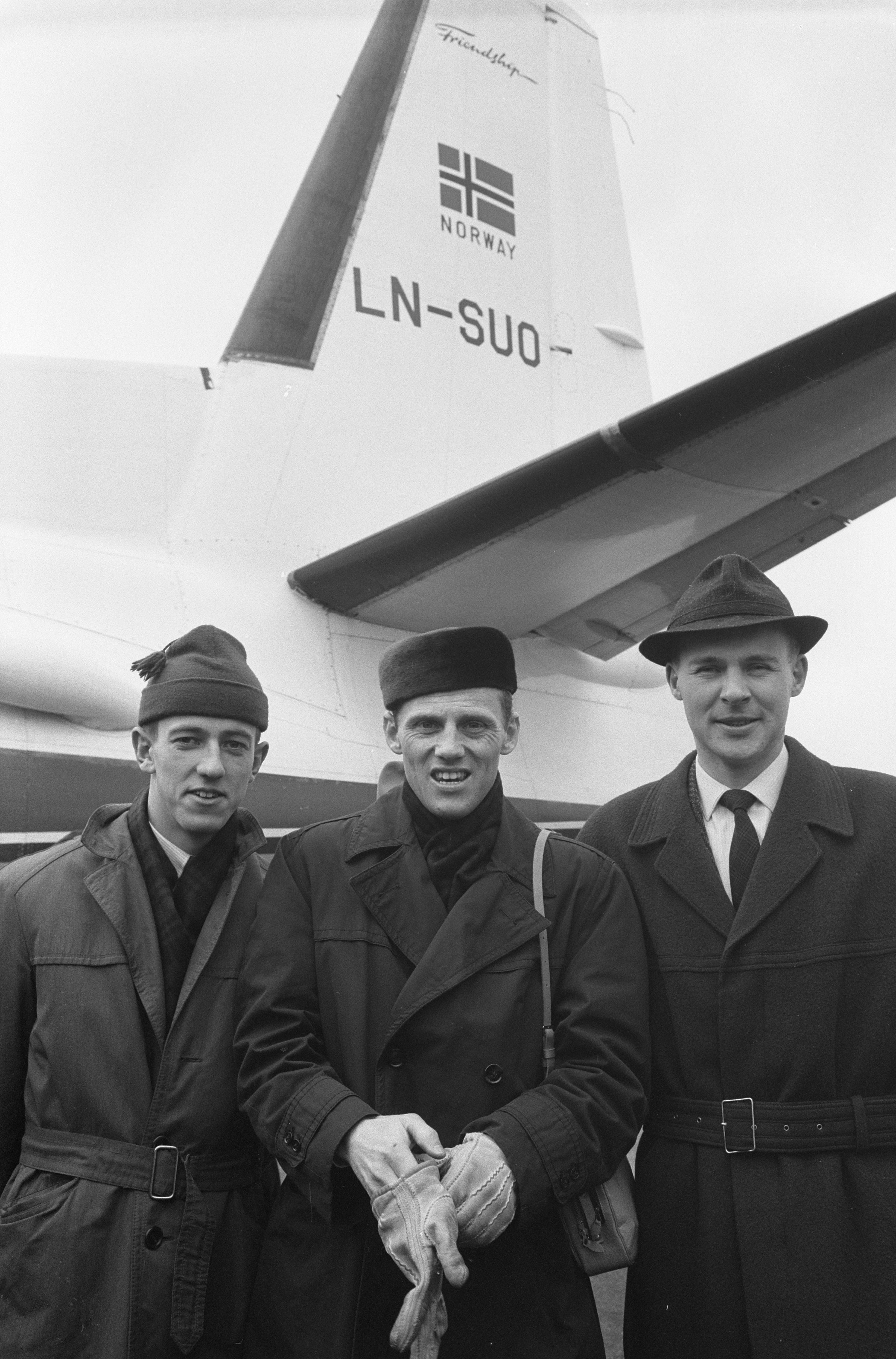
Jonny Nilsson med Ivar Nilsson och Knut "Kuppern" Johannesen på Schiphols flygplats, Nederländerna i februari 1962.

Jonny Nilsson föddes i Brattfors, Värmland, och levde där under enkla förhållanden.
Nilsson slog igenom internationellt vid VM i Moskva 1962, bara 19 år gammal. Där vann han 10 000 meter och blev tvåa på 5 000 meter. Han blev sammanlagd världsmästare vid VM i Karuizawa i Japan 1963 och vann 10 000 meter vid olympiska vinterspelen 1964 i Innsbruck i Österrike. Jonny Nilsson deltog även under OS 1968 i Grenoble i Frankrike. Där blev han nummer sex på specialdistansen 10 000 meter. Nilsson vann sammanlagt 17 SM-guld.
Nilsson satte fem världsrekord, på 5 000 meter 23 februari 1963 i Karuizawa (7.34,3), på 10 000 meter 24 februari 1963 i Karuizawa (15.33,0), sammanlagt 23/24 februari 1963 i Karuizawa (178,447), på 3 000 meter 23 mars 1963 i Tolga, Norge (4.27,6) och på 5 000 meter 13 februari 1965 i Oslo, Norge (7.33,2).
För VM-guldet, och tre världsrekord, i Karuizawa 1963 fick Jonny Nilsson Svenska Dagbladets guldmedalj, den så kallade bragdmedaljen. Brunnhages Trofé som Årets främste idrottsman i Sverige 1963. Han var femma på listan över Världens bäste idrottsman 1963 och Nordens bästa Idrottsman 1964. Mästare i militär femkamp 1964 i Boden i Norrbottens län. 
Jonny Nilsson var en av initiativtagarna till ISSL (proffsligan på skridsko) som kom att bidra till att amatörreglerna skrevs om och sedan togs bort. International Speedskating League presenterades på en presskonferens i Stockholm den 4 augusti 1972. Bakom ligan stod förutom Nilsson även amerikanerna William Moore och Ned Neely. Flera av världens bästa skridskolöpare deltog i ligan. Vid ISSL:s start fick Nilsson ta emot mycket kritik för att ligan stred mot dåvarande amatörregler. Idag är det självklart att utövarna kan tjäna pengar på sin idrott men vid tiden var Nilsson blott en visionär och före sin tid.
I hemtrakterna i östra Värmland går varje vinter Jonny Nilsson Maraton, ett långskridskolopp på Bergslagskanalen.[källa behövs]
Efter pensioneringen engagerade sig Nilsson politiskt, och ställde upp i Europaparlamentsvalet 2009 och i riksdagsvalet i Sverige 2010 som kandidat för Kristdemokraterna. Till yrket var han fastighetsmäklare.

## Priser och utmärkelser
- Oscar Mathisens pris,  1962[10]
- Stora grabbars och tjejers märke,  1962
- Svenska Dagbladets guldmedalj,  1963[11]
- Filipstads ambassadör,  2002[12]

[Redigera Wikidata]

## Självbiografi
- Nilsson, Jonny (1963). Sikta mot stjärnorna. Filipstad: Filipstads tr.-ab. Libris 1449433